# Stanley Crane
Edward Jackson Stanley Crane (* 6. Mai 1878 in Liverpool; † 1960 in Australien) war ein englischer Fußballspieler.

## Karriere
Der aus Liverpool stammende Crane, der sich in der Lancashire League einen guten Ruf erarbeitet haben soll, kam im März 1901 als Testspieler zum Zweitdivisionär Chesterfield Town. Der Verein stand zu diesem Zeitpunkt auf dem letzten Tabellenplatz und versuchte „neue Talente zutage zu fördern“.  Chesterfield hatte zu Saisonbeginn aus Kostengründen sein Reserveteam aufgelöst, gemeinschaftliche Trainingseinheiten, sofern es sie überhaupt gab, bestanden zur damaligen Zeit in der Regel aus Konditionseinheiten, sodass Cranes Leistungsvermögen in einem regulären Liga-Heimspiel gegen Stockport County getestet wurde. 
Sein Auftritt auf der Mittelläuferposition wurde in der Presse als „bejammernswerter Fehlschlag“ und „erbärmliche Darbietung“ beschrieben und war derart unterdurchschnittlich, dass er nach der Halbzeitpause auf die linke Halbstürmerposition gestellt wurde, auf der er „aus der Gefahrenzone“ war. Dennoch gelang Chesterfield bei widrigen Wetterbedingungen mit einem 4:2-Erfolg der sechste Saisonsieg, mit Thedy Wallach trug ein weiterer Testspieler zwei Tore dazu bei. Crane kehrte nach der Partie nach Liverpool zurück.